# Globočec Ludbreški
Globočec Ludbreški is een plaats in de gemeente Ludbreg in de Kroatische provincie Varaždin. De plaats telt 501 inwoners (2001).